# Беатрис де Бар
Беатрис де Бар (фр. Béatrice de Bar ; итал. Beatrice di Bar, около 1019 — 18 апреля 1076) — маркграфиня Тосканы с 1037, младшая дочь Фридриха II, герцога Верхней Лотарингии, и Матильды, дочери Германа II, герцога Швабии. Супруга маркграфа Тосканы Бонифация III, регент Тосканы при несовершеннолетних детях Фридрихе и Матильде в 1052—1076 годах.

## Биография
Дата рождения Беатрис неизвестна, предположительно она родилась около 1019 года. В 1026 году её отец скончался, а в мае 1033 года умер и её бездетный брат Фридрих III. Двух его сестер, Софию и Беатрис взяла под опеку их тетка Гизела Швабская. София унаследовала графство Бар, а во владения Беатрис вошли северные земли её рода, такие как Брие, Стене, Музе, Жувиньи, Лонглье и Орваль. В 1037 году Беатрис вышла замуж за Бонифация III, маркграфа Тосканы и сеньора Каноссы.
Во время охоты в Мантуе в 1052 году, Бонифаций III попал в засаду и погиб от руки убийцы. Два года спустя Беатрис вышла замуж за герцога Нижней Лотарингии Готфрида II Бородатого, который, являясь врагом императора, бежал в Италию, где вопреки требованиям императора подчинил себе земли Бонифация и вместе с Беатрис управлял маркграфством от имени её несовершеннолетнего сына Фридриха.
Император Генрих III, недовольный вторым браком Беатрис (он утверждал, что брак был заключен без его согласия и поэтому был недействителен), разжигал восстание против него во Флоренции. Император, прибыв в Италию, потребовал к себе молодожёнов, но на встречу прибыла лишь Беатрис, пытаясь оправдать свой брак с мятежником. Генрих приказал всех арестовать, но удалось пленить и заключить в тюрьму в Германии лишь Беатрису и её детей от первого брака, Фридриха и Матильду. Фридрих неожиданно умер в тюрьме.
После смерти Фридриха маркграфиней Тосканы стала младшая дочь Беатрис — Матильда. Тем временем муж Беатрис поднял восстание в Лотарингии, и император был вынужден вернуться в Германию.
После смерти Генриха III в 1056 году, Готфрид примирился с его наследником, Генрихом IV, и был сослан в Италию со своей женой и падчерицей.
После смерти в 1058 году папы римского Стефана IX, брата Готфрида Бородатого, местное дворянство объявило папой Иоанна Минция, впоследствии известного как антипапа Бенедикт X. Чтобы заручиться поддержкой Беатрис и Готфрида, мать императора Генриха IV Агнесса де Пуатье в апреле отправила во Флоренцию кардинала Гильдебранда как своего уполномоченного, и между ним, Готфридом и Беатрис был заключен договор на соборе в Сиене, согласно которому папой был избран епископ Флоренции Жерар, который принял имя Николая II.
В январе 1058 года сторонник вновь избранного папы Николая II, Лев Бенедикт, взял Леонинскую стену, в то время как Готфрид захватил остров Тиберина и напал на Латеран, что заставило антипапу Бенедикта X скрыться 24 января. Беатриса и Готфрид поддерживали реформы Гильдебранда и папы Александра II и поддерживали их в борьбе с антипапой Гонорием II. В 1062 году Беатрис и её муж безуспешно пытались остановить Гонория до Рима.
В 1065 году Готфрид II Бородатый помолвил своего сына Готфрида Горбатого с Матильдой. В начале 1069 года, здоровье Готфрида II ухудшилось. Беатрис вернулась с мужем в Верден, где он и скончался, после чего вернулась в Тоскану, где продолжала управлять вместо дочери. В том же году был заключен брак между Готфридом Горбатым и Матильдой, благодаря ему Готфрид должен был получить многочисленные владения в Тоскане. Однако брак оказался неудачным. Их единственная дочь умерла в младенчестве. В итоге в 1070 году произошел разрыв, когда Матильда бросила мужа и уехала в Тоскану. Точные причины их разрыва не известны.
Готфрид пытался вернуть жену. Пыталась помирить супругов и  Беатрис, и папа римский Григорий VII, пытавшийся перетянуть таким образом Готфрида на свою сторону, но безрезультатно. Дополнительный разлад вносило то, что Готфрид и Матильда поддерживали разные стороны в углубляющемся конфликте императора Генриха IV с папами римскими. Беатрис и Матильда были ярыми сторонницами папы, Готфрид же поддерживал императора.
В 1069 году умер Готфрид Бородатый, и, хотя Матильда была уже совершеннолетней, править Тосканой продолжала её мать. Титул маркграфа также носил муж Матильды, Готфрид Горбатый, однако реальной властью в Италии он не обладал.
Готфрид скончался в 1076 году, вскоре после него умерла и Беатрис. Она была похоронена в Пизанском соборе.

## Брак и дети
1-й муж с 1037: Бонифаций III (ок. 985 — 6 мая 1052), маркграф Каноссы с ок. 1012, маркграф Тосканы, Феррары, Мантуи и герцог Лукки с 1027. Дети:
- Фридрих (ум. 1053), маркграф Тосканы с 1052
- Беатриса (ум. до 17 декабря 1053)
- Матильда Великая Графиня (1046 — 24 июля 1115), маркграфиня Тосканы с 1053

2-й муж с 1054 года: Готфрид II Бородатый, герцог Нижней Лотарингии в 1065—1069 годах, регент маркграфства Тосканы в 1054—1069 годах и герцогства Сполето с 1057 года (соправитель Беатрисы). Детей не имели.